# 8 uur van Portimão 2021
De 8 uur van Portimão 2021 was de tweede race van het FIA World Endurance Championship-seizoen 2021. De race werd verreden op 13 juni 2021 op het Autódromo Internacional do Algarve nabij Portimão, Portugal. De race stond oorspronkelijk niet op de kalender, maar werd gehouden als vervanger van de 1000 mijl van Sebring, die door de reisbeperkingen rondom de coronapandemie niet door kon gaan. Het was de eerste keer dat er een WEC-race in Portimão werd georganiseerd.
De race werd gewonnen door de Toyota Gazoo Racing #8 van Sébastien Buemi, Brendon Hartley en Kazuki Nakajima. De LMP2-klasse werd gewonnen door de Jota #38 van Anthony Davidson, António Félix da Costa en Roberto González. De LMP2 Pro-Am-klasse werd gewonnen door de Realteam Racing #70 van Mathias Beche, Esteban Garcia en Norman Nato. De LMGTE Pro-klasse werd gewonnen door de AF Corse #51 van James Calado en Alessandro Pier Guidi. De LMGTE Am-klasse werd gewonnen door de Cetilar Racing #47 van Antonio Fuoco, Roberto Lacorte en Giorgio Sernagiotto.

## Kwalificatie
Tijden vetgedrukt betekent de snelste tijd in die klasse.
| Pos. | Klasse      | No. | Team                      | Tijd     | Grid |
| ---- | ----------- | --- | ------------------------- | -------- | ---- |
| 1    | Hypercar    | 36  | Alpine Elf Matmut         | 1:30.364 | 1    |
| 2    | Hypercar    | 8   | Toyota Gazoo Racing       | 1:30.458 | 2    |
| 3    | Hypercar    | 7   | Toyota Gazoo Racing       | 1:30.540 | 3    |
| 4    | LMP2        | 28  | Jota                      | 1:31.210 | 4    |
| 5    | LMP2        | 38  | Jota                      | 1:31.255 | 5    |
| 6    | LMP2 Pro-Am | 29  | Racing Team Nederland     | 1:31.545 | 6    |
| 7    | LMP2        | 22  | United Autosports USA     | 1:31.598 | 7    |
| 8    | LMP2        | 31  | Team WRT                  | 1:31.648 | 8    |
| 9    | LMP2        | 34  | Inter Europol Competition | 1:31.737 | 9    |
| 10   | LMP2 Pro-Am | 70  | Realteam Racing           | 1:31.854 | 10   |
| 11   | Hypercar    | 709 | Glickenhaus Racing        | 1:32.167 | 11   |
| 12   | LMP2 Pro-Am | 21  | DragonSpeed USA           | 1:32.526 | 12   |
| 13   | LMP2 Pro-Am | 20  | High Class Racing         | 1:32.626 | 13   |
| 14   | LMP2        | 1   | Richard Mille Racing Team | 1:32.748 | 14   |
| 15   | LMP2 Pro-Am | 44  | ARC Bratislava            | 1:34.224 | 15   |
| 16   | LMGTE Pro   | 92  | Porsche GT Team           | 1:37.986 | 16   |
| 17   | LMGTE Pro   | 51  | AF Corse                  | 1:38.359 | 17   |
| 18   | LMGTE Pro   | 91  | Porsche GT Team           | 1:38.389 | 18   |
| 19   | LMGTE Pro   | 52  | AF Corse                  | 1:38.743 | 19   |
| 20   | LMGTE Am    | 56  | Team Project 1            | 1:40.191 | 20   |
| 21   | LMGTE Am    | 77  | Dempsey-Proton Racing     | 1:40.236 | 21   |
| 22   | LMGTE Am    | 47  | Cetilar Racing            | 1:40.885 | 22   |
| 23   | LMGTE Am    | 54  | AF Corse                  | 1:41.001 | 23   |
| 24   | LMGTE Am    | 85  | Iron Lynx                 | 1:41.085 | 24   |
| 25   | LMGTE Am    | 83  | AF Corse                  | 1:41.141 | 25   |
| 26   | LMGTE Am    | 57  | Kessel Racing             | 1:41.276 | 26   |
| 27   | LMGTE Am    | 98  | Aston Martin Racing       | 1:41.366 | 27   |
| 28   | LMGTE Am    | 777 | D'Station Racing          | 1:41.499 | 28   |
| 29   | LMGTE Am    | 86  | GR Racing                 | 1:41.604 | 29   |
| 30   | LMGTE Am    | 33  | TF Sport                  | 1:41.993 | 30   |
| 31   | LMGTE Am    | 60  | Iron Lynx                 | 1:42.521 | 31   |
| 32   | LMGTE Am    | 88  | Dempsey-Proton Racing     | 1:43.374 | 32   |

## Uitslag
Winnaars in hun klasse zijn vetgedrukt; Hypercar is rood, LMP2 is blauw, LMGTE Pro is groen en LMGTE Am is oranje.
| Pos. | Klasse      | No. | Team                      | Coureurs                                                 | Chassis                        | Banden | Ronden | Tijd/Reden  |
| Pos. | Klasse      | No. | Team                      | Coureurs                                                 | Motor                          | Banden | Ronden | Tijd/Reden  |
| ---- | ----------- | --- | ------------------------- | -------------------------------------------------------- | ------------------------------ | ------ | ------ | ----------- |
| 1    | Hypercar    | 8   | Toyota Gazoo Racing       | Sébastien Buemi Brendon Hartley Kazuki Nakajima          | Toyota GR010 Hybrid            | M      | 300    | 8:00:15.414 |
| 1    | Hypercar    | 8   | Toyota Gazoo Racing       | Sébastien Buemi Brendon Hartley Kazuki Nakajima          | Toyota 3.5 L Turbo V6          | M      | 300    | 8:00:15.414 |
| 2    | Hypercar    | 7   | Toyota Gazoo Racing       | Mike Conway Kamui Kobayashi José María López             | Toyota GR010 Hybrid            | M      | 300    | +1.800      |
| 2    | Hypercar    | 7   | Toyota Gazoo Racing       | Mike Conway Kamui Kobayashi José María López             | Toyota 3.5 L Turbo V6          | M      | 300    | +1.800      |
| 3    | Hypercar    | 36  | Alpine Elf Matmut         | Nicolas Lapierre André Negrão Matthieu Vaxivière         | Alpine A480                    | M      | 300    | +1:08.597   |
| 3    | Hypercar    | 36  | Alpine Elf Matmut         | Nicolas Lapierre André Negrão Matthieu Vaxivière         | Gibson GL458 4.5 L V8          | M      | 300    | +1:08.597   |
| 4    | LMP2        | 38  | Jota                      | Anthony Davidson António Félix da Costa Roberto González | Oreca 07                       | G      | 296    | +4 ronden   |
| 4    | LMP2        | 38  | Jota                      | Anthony Davidson António Félix da Costa Roberto González | Gibson GK428 4.2 L V8          | G      | 296    | +4 ronden   |
| 5    | LMP2        | 28  | Jota                      | Tom Blomqvist Sean Gelael Stoffel Vandoorne              | Oreca 07                       | G      | 296    | +4 ronden   |
| 5    | LMP2        | 28  | Jota                      | Tom Blomqvist Sean Gelael Stoffel Vandoorne              | Gibson GK428 4.2 L V8          | G      | 296    | +4 ronden   |
| 6    | LMP2        | 22  | United Autosports USA     | Wayne Boyd Philip Hanson Paul di Resta                   | Oreca 07                       | G      | 295    | +5 ronden   |
| 6    | LMP2        | 22  | United Autosports USA     | Wayne Boyd Philip Hanson Paul di Resta                   | Gibson GK428 4.2 L V8          | G      | 295    | +5 ronden   |
| 7    | LMP2        | 31  | Team WRT                  | Robin Frijns Ferdinand Habsburg Charles Milesi           | Oreca 07                       | G      | 295    | +5 ronden   |
| 7    | LMP2        | 31  | Team WRT                  | Robin Frijns Ferdinand Habsburg Charles Milesi           | Gibson GK428 4.2 L V8          | G      | 295    | +5 ronden   |
| 8    | LMP2        | 34  | Inter Europol Competition | Alex Brundle Louis Delétraz Jakub Śmiechowski            | Oreca 07                       | G      | 293    | +7 ronden   |
| 8    | LMP2        | 34  | Inter Europol Competition | Alex Brundle Louis Delétraz Jakub Śmiechowski            | Gibson GK428 4.2 L V8          | G      | 293    | +7 ronden   |
| 9    | LMP2        | 1   | Richard Mille Racing Team | Tatiana Calderón Sophia Flörsch Beitske Visser           | Oreca 07                       | G      | 290    | +10 ronden  |
| 9    | LMP2        | 1   | Richard Mille Racing Team | Tatiana Calderón Sophia Flörsch Beitske Visser           | Gibson GK428 4.2 L V8          | G      | 290    | +10 ronden  |
| 10   | LMP2 Pro-Am | 70  | Realteam Racing           | Mathias Beche Esteban Garcia Norman Nato                 | Oreca 07                       | G      | 290    | +10 ronden  |
| 10   | LMP2 Pro-Am | 70  | Realteam Racing           | Mathias Beche Esteban Garcia Norman Nato                 | Gibson GK428 4.2 L V8          | G      | 290    | +10 ronden  |
| 11   | LMP2        | 21  | DragonSpeed USA           | Ben Hanley Henrik Hedman Juan Pablo Montoya              | Oreca 07                       | G      | 288    | +12 ronden  |
| 11   | LMP2        | 21  | DragonSpeed USA           | Ben Hanley Henrik Hedman Juan Pablo Montoya              | Gibson GK428 4.2 L V8          | G      | 288    | +12 ronden  |
| 12   | LMP2 Pro-Am | 20  | High Class Racing         | Dennis Andersen Anders Fjordbach Jan Magnussen           | Oreca 07                       | G      | 285    | +15 ronden  |
| 12   | LMP2 Pro-Am | 20  | High Class Racing         | Dennis Andersen Anders Fjordbach Jan Magnussen           | Gibson GK428 4.2 L V8          | G      | 285    | +15 ronden  |
| 13   | LMP2 Pro-Am | 29  | Racing Team Nederland     | Frits van Eerd Giedo van der Garde Job van Uitert        | Oreca 07                       | G      | 280    | +20 ronden  |
| 13   | LMP2 Pro-Am | 29  | Racing Team Nederland     | Frits van Eerd Giedo van der Garde Job van Uitert        | Gibson GK428 4.2 L V8          | G      | 280    | +20 ronden  |
| 14   | LMGTE Pro   | 51  | AF Corse                  | James Calado Alessandro Pier Guidi                       | Ferrari 488 GTE Evo            | M      | 279    | +21 ronden  |
| 14   | LMGTE Pro   | 51  | AF Corse                  | James Calado Alessandro Pier Guidi                       | Ferrari F154CB 3.9 L Turbo V8  | M      | 279    | +21 ronden  |
| 15   | LMGTE Pro   | 52  | AF Corse                  | Miguel Molina Daniel Serra                               | Ferrari 488 GTE Evo            | M      | 279    | +21 ronden  |
| 15   | LMGTE Pro   | 52  | AF Corse                  | Miguel Molina Daniel Serra                               | Ferrari F154CB 3.9 L Turbo V8  | M      | 279    | +21 ronden  |
| 16   | LMGTE Pro   | 92  | Porsche GT Team           | Michael Christensen Kévin Estre Neel Jani                | Porsche 911 RSR-19             | M      | 279    | +21 ronden  |
| 16   | LMGTE Pro   | 92  | Porsche GT Team           | Michael Christensen Kévin Estre Neel Jani                | Porsche 4.2 L Flat-6           | M      | 279    | +21 ronden  |
| 17   | LMGTE Pro   | 91  | Porsche GT Team           | Gianmaria Bruni Richard Lietz Frédéric Makowiecki        | Porsche 911 RSR-19             | M      | 278    | +22 ronden  |
| 17   | LMGTE Pro   | 91  | Porsche GT Team           | Gianmaria Bruni Richard Lietz Frédéric Makowiecki        | Porsche 4.2 L Flat-6           | M      | 278    | +22 ronden  |
| 18   | LMGTE Am    | 47  | Cetliar Racing            | Antonio Fuoco Roberto Lacorte Giorgio Sernagiotto        | Ferrari 488 GTE Evo            | M      | 274    | +26 ronden  |
| 18   | LMGTE Am    | 47  | Cetliar Racing            | Antonio Fuoco Roberto Lacorte Giorgio Sernagiotto        | Ferrari F154CB 3.9 L Turbo V8  | M      | 274    | +26 ronden  |
| 19   | LMGTE Am    | 56  | Team Project 1            | Matteo Cairoli Egidio Perfetti Riccardo Pera             | Porsche 911 RSR-19             | M      | 274    | +26 ronden  |
| 19   | LMGTE Am    | 56  | Team Project 1            | Matteo Cairoli Egidio Perfetti Riccardo Pera             | Porsche 4.2 L Flat-6           | M      | 274    | +26 ronden  |
| 20   | LMGTE Am    | 54  | AF Corse                  | Francesco Castellacci Giancarlo Fisichella Thomas Flohr  | Ferrari 488 GTE Evo            | M      | 274    | +26 ronden  |
| 20   | LMGTE Am    | 54  | AF Corse                  | Francesco Castellacci Giancarlo Fisichella Thomas Flohr  | Ferrari F154CB 3.9 L Turbo V8  | M      | 274    | +26 ronden  |
| 21   | LMGTE Am    | 98  | Aston Martin Racing       | Paul Dalla Lana Augusto Farfus Marcos Gomes              | Aston Martin Vantage AMR       | M      | 274    | +26 ronden  |
| 21   | LMGTE Am    | 98  | Aston Martin Racing       | Paul Dalla Lana Augusto Farfus Marcos Gomes              | Aston Martin 4.0 L Turbo V8    | M      | 274    | +26 ronden  |
| 22   | LMGTE Am    | 57  | Kessel Racing             | Scott Andrews Mikkel Jensen Takeshi Kimura               | Ferrari 488 GTE Evo            | M      | 274    | +26 ronden  |
| 22   | LMGTE Am    | 57  | Kessel Racing             | Scott Andrews Mikkel Jensen Takeshi Kimura               | Ferrari F154CB 3.9 L Turbo V8  | M      | 274    | +26 ronden  |
| 23   | LMGTE Am    | 60  | Iron Lynx                 | Matteo Cressoni Andrea Piccini Claudio Schiavoni         | Ferrari 488 GTE Evo            | M      | 273    | +27 ronden  |
| 23   | LMGTE Am    | 60  | Iron Lynx                 | Matteo Cressoni Andrea Piccini Claudio Schiavoni         | Ferrari F154CB 3.9 L Turbo V8  | M      | 273    | +27 ronden  |
| 24   | LMGTE Am    | 85  | Iron Lynx                 | Rahel Frey Michelle Gatting Manuela Gostner              | Ferrari 488 GTE Evo            | M      | 273    | +27 ronden  |
| 24   | LMGTE Am    | 85  | Iron Lynx                 | Rahel Frey Michelle Gatting Manuela Gostner              | Ferrari F154CB 3.9 L Turbo V8  | M      | 273    | +27 ronden  |
| 25   | LMGTE Am    | 33  | TF Sport                  | Felipe Fraga Ben Keating Dylan Pereira                   | Aston Martin Vantage AMR       | M      | 272    | +28 ronden  |
| 25   | LMGTE Am    | 33  | TF Sport                  | Felipe Fraga Ben Keating Dylan Pereira                   | Aston Martin 4.0 L Turbo V8    | M      | 272    | +28 ronden  |
| 26   | LMGTE Am    | 86  | GR Racing                 | Ben Barker Tom Gamble Michael Wainwright                 | Porsche 911 RSR-19             | M      | 271    | +29 ronden  |
| 26   | LMGTE Am    | 86  | GR Racing                 | Ben Barker Tom Gamble Michael Wainwright                 | Porsche 4.2 L Flat-6           | M      | 271    | +29 ronden  |
| 27   | LMGTE Am    | 88  | Dempsey-Proton Racing     | Julien Andlauer Dominique Bastien Marco Seefried         | Porsche 911 RSR-19             | M      | 269    | +31 ronden  |
| 27   | LMGTE Am    | 88  | Dempsey-Proton Racing     | Julien Andlauer Dominique Bastien Marco Seefried         | Porsche 4.2 L Flat-6           | M      | 269    | +31 ronden  |
| 28   | LMGTE Am    | 83  | AF Corse                  | Nicklas Nielsen François Perrodo Alessio Rovera          | Ferrari 488 GTE Evo            | M      | 267    | +33 ronden  |
| 28   | LMGTE Am    | 83  | AF Corse                  | Nicklas Nielsen François Perrodo Alessio Rovera          | Ferrari F154CB 3.9 L Turbo V8  | M      | 267    | +33 ronden  |
| 29   | LMP2 Pro-Am | 44  | ARC Bratislava            | Tom Jackson Miroslav Konôpka Oliver Webb                 | Ligier JS P217                 | G      | 261    | +39 ronden  |
| 29   | LMP2 Pro-Am | 44  | ARC Bratislava            | Tom Jackson Miroslav Konôpka Oliver Webb                 | Gibson GK428 4.2 L V8          | G      | 261    | +39 ronden  |
| 30   | Hypercar    | 709 | Glickenhaus Racing        | Ryan Briscoe Romain Dumas Richard Westbrook              | Glickenhaus SCG 007 LMH        | M      | 246    | +54 ronden  |
| 30   | Hypercar    | 709 | Glickenhaus Racing        | Ryan Briscoe Romain Dumas Richard Westbrook              | Glickenhaus P21 3.5 L Turbo V8 | M      | 246    | +54 ronden  |
| DNF  | LMGTE Am    | 77  | Dempsey-Proton Racing     | Matt Campbell Jaxon Evans Christian Ried                 | Porsche 911 RSR-19             | M      | 88     | Uitgevallen |
| DNF  | LMGTE Am    | 77  | Dempsey-Proton Racing     | Matt Campbell Jaxon Evans Christian Ried                 | Porsche 4.2 L Flat-6           | M      | 88     | Uitgevallen |
| DNF  | LMGTE Am    | 777 | D'Station Racing          | Tomonobu Fujii Satoshi Hoshino Andrew Watson             | Aston Martin Vantage AMR       | M      | 69     | Uitgevallen |
| DNF  | LMGTE Am    | 777 | D'Station Racing          | Tomonobu Fujii Satoshi Hoshino Andrew Watson             | Aston Martin 4.0 L Turbo V8    | M      | 69     | Uitgevallen |

## Tussenstanden na wedstrijd
Hypercar (coureurs)
| Pos | Coureur                                          | Punten |
| --- | ------------------------------------------------ | ------ |
| 1   | Sébastien Buemi Brendon Hartley Kazuki Nakajima  | 63     |
| 2   | Mike Conway Kamui Kobayashi José María López     | 43     |
| 3   | Nicolas Lapierre André Negrão Matthieu Vaxivière | 42     |
| 4   | Ryan Briscoe Romain Dumas Richard Westbrook      | 18     |

Hypercar (constructeurs)
| Pos | Team                | Punten |
| --- | ------------------- | ------ |
| 1   | Toyota Gazoo Racing | 64     |
| 2   | Alpine Elf Matmut   | 42     |
| 3   | Glickenhaus Racing  | 1      |

LMGTE (coureurs)
| Pos | Coureur                            | Punten |
| --- | ---------------------------------- | ------ |
| 1   | James Calado Alessandro Pier Guidi | 56     |
| 2   | Kévin Estre Neel Jani              | 50     |
| 3   | Miguel Molina Daniel Serra         | 42     |
| 4   | Gianmaria Bruni Richard Lietz      | 30     |
| 5   | Michael Christensen                | 24     |

LMGTE (constructeurs)
| Pos | Constructeur | Punten |
| --- | ------------ | ------ |
| 1   | Ferrari      | 98     |
| 2   | Porsche      | 80     |

LMP2 (coureurs)
| Pos | Coureur                                                  | Punten |
| --- | -------------------------------------------------------- | ------ |
| 1   | Anthony Davidson António Félix da Costa Roberto González | 56     |
| 2   | Philip Hanson                                            | 49     |
| 3   | Tom Blomqvist Sean Gelael Stoffel Vandoorne              | 43     |
| 4   | Filipe Albuquerque Fabio Scherer                         | 26     |
| 5   | Alex Brundle Jakub Śmiechowski                           | 25     |

LMP2 (teams)
| Pos | Nr | Team                      | Punten |
| --- | -- | ------------------------- | ------ |
| 1   | 38 | Jota                      | 56     |
| 2   | 22 | United Autosports USA     | 49     |
| 3   | 28 | Jota                      | 43     |
| 4   | 34 | Inter Europol Competition | 25     |
| 5   | 31 | Team WRT                  | 19     |

LMP2 Pro-Am (coureurs)
| Pos | Coureur                                           | Punten |
| --- | ------------------------------------------------- | ------ |
| 1   | Esteban Garcia Norman Nato                        | 56     |
| 2   | Frits van Eerd Giedo van der Garde Job van Uitert | 43     |
| 3   | Ben Hanley Henrik Hedman Juan Pablo Montoya       | 42     |
| 4   | Mathias Beche                                     | 38     |
| 5   | Dennis Andersen Anders Fjordbach Jan Magnussen    | 35     |

LMP2 Pro-Am (teams)
| Pos | Nr | Team                  | Punten |
| --- | -- | --------------------- | ------ |
| 1   | 70 | Realteam Racing       | 56     |
| 2   | 29 | Racing Team Nederland | 43     |
| 3   | 21 | DragonSpeed USA       | 42     |
| 4   | 20 | High Class Racing     | 35     |
| 5   | 44 | ARC Bratislava        | 15     |

LMGTE Am (coureurs)
| Pos | Coureur                                                 | Punten |
| --- | ------------------------------------------------------- | ------ |
| 1   | Antonio Fuoco Roberto Lacorte Giorgio Sernagiotto       | 53     |
| 2   | Francesco Castellacci Giancarlo Fisichella Thomas Flohr | 35     |
| 3   | Felipe Fraga Ben Keating Dylan Pereira                  | 28     |
| 4   | Matteo Cairoli Egidio Perfetti Riccardo Pera            | 28     |
| 5   | Nicklas Nielsen François Perrodo Alessio Rovera         | 27     |

LMGTE Am (teams)
| Pos | Nr | Team           | Punten |
| --- | -- | -------------- | ------ |
| 1   | 47 | Cetilar Racing | 53     |
| 2   | 54 | AF Corse       | 35     |
| 3   | 33 | TF Sport       | 28     |
| 4   | 56 | Team Project 1 | 28     |
| 5   | 83 | AF Corse       | 27     |